# Тхиоло
Тхиоло е провинция в Малави, близо до границата с Мозамбик. Площта ѝ е 1666 km2, а населението (по преброяване от септември 2018 г.) е 721 456 души. Административният център е град Тхиоло сити. В Тхиоло е разпространено отглеждането на чай.